# Juan Velasco Alvarado
Juan Velasco Alvarado (ur. 10 czerwca 1909 w Piurze, zm. 24 grudnia 1977 w Limie) – peruwiański polityk i generał. Szef sztabu generalnego i naczelny dowódca wojsk lądowych. 

## Życiorys
W 1929 roku zgłosił się jako ochotnik do wojska, w 1934 roku ukończył szkołę wojskową w Chorrillos i został awansowany do stopnia podporucznika. W 1944 roku został wykładowcą w Escola Superior de Guerra. W latach 1950–1953 był komendantem szkoły w Chorrillos.
W 1960 roku został dowódcą 2 Dywizji Lekkiej, a 4 lata później został szefem sztabu okręgu wojskowego w Piurze. Przez pewien czas przebywał we Francji, był także członkiem peruwiańskiego przedstawicielstwa w Międzyamerykańskiej Radzie Obrony. W 1966 roku powrócił do Peru i został generalnym inspektorem, a następnie szefem sztabu armii. W 1968 roku został naczelnym dowódcą peruwiańskich sił zbrojnych i przywódcą zamachu stanu, który obalił prezydenta Fernando Belaúnde. W 1975 roku w zamachu stanu obalił go generał Francisco Morales Bermúdez.

## Życie prywatne
Ożenił się z Consuelo Gonzáles Posada i miał z nią czwórkę dzieci.